# بخش درب گنبد
بخش درب گنبد یکی از بخش‌های شهرستان کوهدشت در استان لرستان ایران است. مرکز این بخش شهر درب گنبد می‌باشد.

## جمعیت
بنابر سرشماری مرکز آمار ایران، جمعیت بخش درب گنبد در سال ۱۳۹۵ برابر با ۱۰٬۶۲۱ نفر (۲٬۸۷۱ خانوار) بوده است.